# Tragulus napu
Il tragulo maggiore (Tragulus napu F.Cuvier, 1822), noto anche con il nome malese di napu o come tragulo della Malesia maggiore, è una specie di artiodattilo della famiglia dei Tragulidi. È diffuso a Sumatra, nel Borneo, in altre isole malesi e indonesiane minori, nelle regioni meridionali di Myanmar e Thailandia e nella penisola malese. Nel 2008 è stato riscoperto anche su un'isola nei pressi di Singapore, Paese dal quale si riteneva scomparso da tempo. Voci che indicano la sua presenza altrove sono probabilmente inesatte. Abita nelle foreste umide di pianura, sia tropicali che subtropicali.
In greco Tragos significa «capra», mentre il suffisso latino –ulus vuol dire «minuscolo». Napu è il nome con cui questa specie è nota tra i locali. Sebbene talvolta, come tutti gli altri traguli, venga chiamato anche «cervo-topo», questo appellativo si riferisce alle sue piccole dimensioni e non a una parentela con i cervi veri e propri. Viene detto «maggiore» perché è più grande di altre specie del genere Tragulus.

## Descrizione
Sebbene sia molto piccolo per essere un ungulato, il tragulo maggiore è uno dei membri più grandi del suo genere, rivaleggiando in dimensioni soltanto con il tragulo di Williamson. Pesa 5-8 kg, misura 70-75 cm di lunghezza, ha una coda di 8-10 cm ed è alto 30-35 cm al garrese. Ha una piccola testa di forma triangolare con un piccolo naso nero appuntito e grandi occhi. Le sue lunghe zampe sono sottili come una matita e quelle posteriori sono visibilmente più lunghe di quelle anteriori. Il corpo è rotondeggiante. Sulla parte superiore del corpo il mantello varia dal grigio-fulvo all'arancio-fulvo. Sui fianchi, invece, è più chiaro, ma si fa più scuro lungo la linea mediana del dorso; sulla parte inferiore, specialmente su collo, ventre, petto e mento, è bianco. Il maschio non possiede né corna né palchi, ma ha due piccole «zanne» - canini allungati che spuntano dalla mandibola superiore.

## Distribuzione e habitat
Il tragulo maggiore vive a Sumatra, nel Borneo, in altre isole malesi e indonesiane minori, nelle regioni meridionali di Myanmar e Thailandia e nella penisola malese. Abita nei pressi dell'acqua, in foreste tropicali e nelle paludi di mangrovie. Pur essendo terrestre, trascorre molto tempo in regioni umide e paludose. Ritenuti estinti a livello regionale a Singapore, sono stati riscoperti su un'isola al largo di Singapore nel 2008. I rapporti sulla sua presenza altrove sono probabilmente errati.

## Tassonomia
A causa dell'esteso areale che occupa, in gran parte insulare, gli studiosi attualmente riconoscono venti sottospecie di tragulo maggiore:
- T. n. napu F. Cuvier, 1822 (regioni meridionali di Myanmar e Thailandia, Penisola Malese e isole di Sumatra, Borneo, Laut, Seresan, Bangka, Langkawi e Pangkor);
- T. n. amoenus Miller, 1903 (isola di Mansalar, presso Sumatra);
- T. n. bancanus Lyon, 1906 (isole di Bangka e Bacan, a est di Sumatra);
- T. n. banguei Chasen e Kloss, 1931 (Isole di Banggi e Balembangan site nel Sabah settentrionale nel Borneo);
- T. n. batuanus Miller, 1903 (isole di Batuan, Tana Bala e Tana Masa);
- T. n. billitonus Lyon, 1906 (isola di Belitung);
- T. n. bunguranensis Miller, 1901 (isola di Bunguran, nel Mar Cinese Meridionale);
- T. n. flavicollis Miller, 1903 (isola di Sugi, nell'Arcipelago delle Linga);
- T. n. hendersoni Chasen, 1940 (isola di Jimaja, nell'Arcipelago delle Anambas);
- T. n. lutescens Miller, 1903 (isole di Sugi Bawa e Jan, nell'Arcipelago delle Linga);
- T. n. neubronneri Sody, 1931 (regione settentrionale di Sumatra);
- T. n. niasis Lyon, 1916 (isola di Nias);
- T. n. nigricollis Miller, 1902 (isola di Singkep, nell'Arcipelago delle Linga);
- T. n. nigrocinctus Miller, 1906 (isole di Kundur e Karimon, nell'Arcipelago delle Linga);
- T. n. parallelus Miller, 1911 (isola di Sebang, nell'Arcipelago delle Linga);
- T. n. pretiellus Miller, 1906 (isola di Bakong, nell'Arcipelago delle Linga);
- T. n. rufulus Miller, 1900 (isole di Tioman, presso Johore, Batam, Galang, Setoko, Bulan, Bintang, Lingga, Bakong e Sebangka);
- T. n. sebucus Lyon, 1911 (isola di Sebuko, presso le coste sud-orientali del Borneo);
- T. n. stanleyanus Gray, 1836 (Penisola Malese);
- T. n. terutus Thomas e Wroughton, 1909 (isola di Terutau, nello Stretto di Malacca).

## Biologia

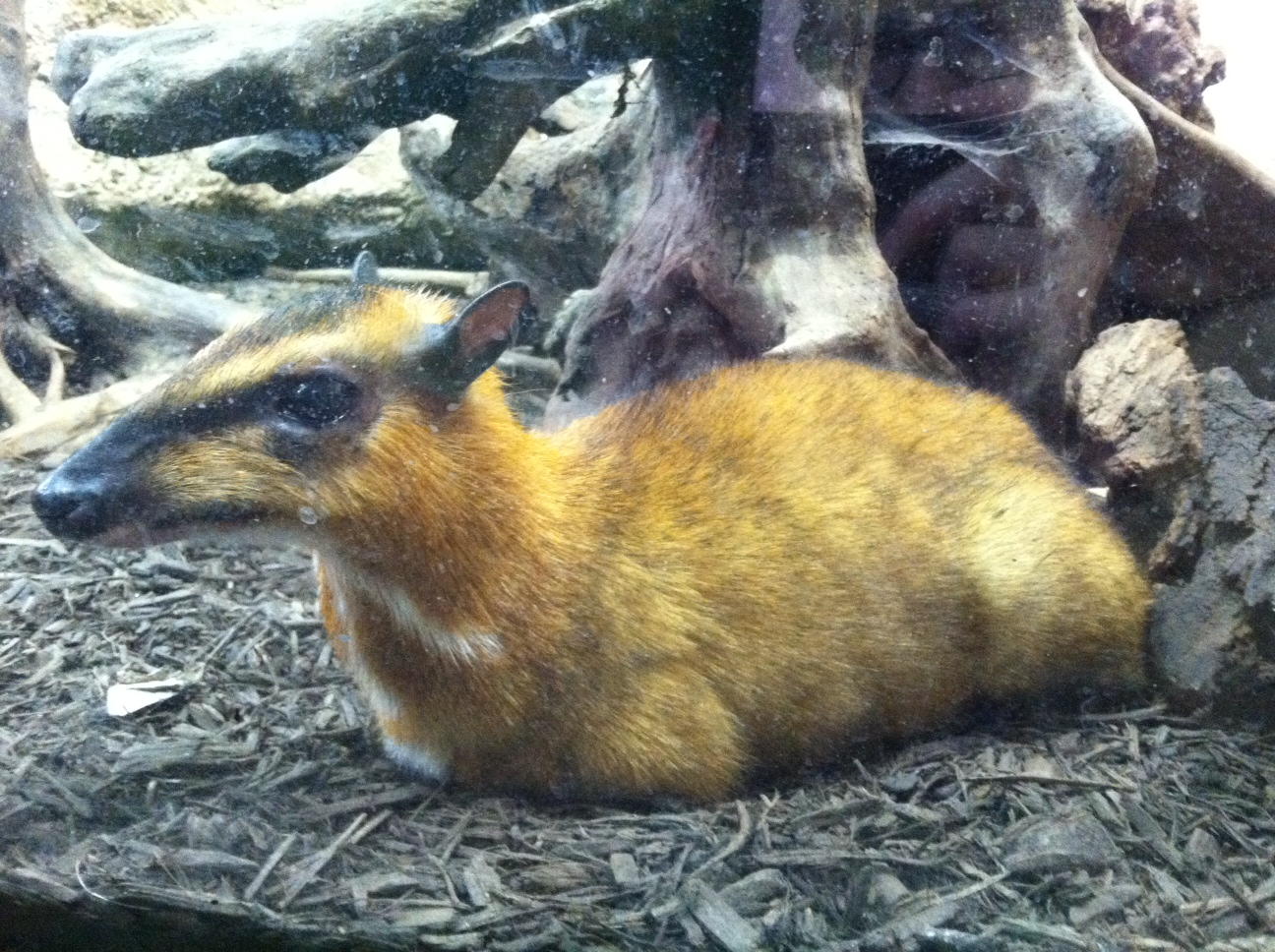
Tragulo maggiore, allo Smithsonian National Zoological Park, Washington

Ha abitudini solitarie e notturne. Per spostarsi nel fitto sottobosco delle foreste in cui vive utilizza piccoli sentieri. Quando il maschio è pronto ad accoppiarsi, strofina una grossa ghiandola posta sulla mascella inferiore contro la femmina, per verificare se anche lei è pronta all'accoppiamento. Se non lo è ancora, essa risponde alle avances del maschio fuggendo via. Il maschio è molto territoriale e marca i confini del proprio territorio con feci, urina e secrezioni della ghiandola intermandibolare posta sotto il mento. Quando è irritato, colpisce il suolo con gli zoccoli fino a quattro volte al secondo. È un animale piuttosto fiducioso, ma delicato. Si nutre di frutti caduti, piante acquatiche, germogli, foglie, arbusti ed erba.

### Riproduzione
Il tragulo maggiore si riproduce in ogni periodo dell'anno. La femmina trascorre in gravidanza la maggior parte della sua vita adulta. Solitamente partorisce un unico piccolo per volta, dopo una gestazione di 152-155 giorni. I piccoli sono ben sviluppati e sono in grado di alzarsi in piedi immediatamente; dopo solo 30 minuti dalla nascita sono pienamente attivi. Mentre poppano, stanno in piedi reggendosi su tre zampe. Sia i maschi che le femmine divengono maturi a 4 mesi e mezzo di età e possono vivere fino a 14 anni.

## Conservazione
Il tragulo maggiore costituisce una fonte di cibo per i locali, ma potrebbe diventare un ottimo animale da compagnia, poiché è facilmente addomesticabile.
Le maggiori fonti di rischio per la sua sopravvivenza sono la caccia e la perdita dell'habitat, poiché le zone in cui vive sono colpite da uno dei maggiori tassi di deforestazione del pianeta.